# Starý Šachov
Starý Šachov település Csehországban, Děčíni járásban. Starý Šachov Žandov, Františkov nad Ploučnicí, Merboltice, Velká Bukovina és Valkeřice településekkel határos. Lakosainak száma 231 fő (2024. január 1.).

## Népesség
A település lakosságának változását az alábbi diagram mutatja:
| Lakosok száma | 732  | 623  | 549  | 382  | 244  | 207  | 202  | 211  | 202  | 231  |
|               | 1869 | 1900 | 1921 | 1961 | 1980 | 2011 | 2016 | 2019 | 2021 | 2024 |